# 中华木荷
中华木荷（学名：Schima sinensis）为山茶科木荷属下的一个种。其种加词“sinensis”意为“中华的”。

## 异名
- Gordonia sinensis Hemsl. & E.H.Wilson
- Schima grandiperulata Hung T.Chang